# Frasera neglecta
Frasera neglecta là một loài thực vật có hoa trong họ Long đởm. Loài này được H.M.Hall mô tả khoa học đầu tiên năm 1901.